# Andracantha sigma
Andracantha sigma es una especie de acantocéfalo del género Andracantha, familia Polymorphidae. Fue descrita por Presswell, García-Varela & Smales en 2017. Se encuentra en Nueva Zelanda.